# Graur cu umeri roșii
Graurul cu umeri roșii (Lamprotornis nitens) este membru al familiei graurilor, Sturnidae. Se găsește în Africa de Sud, unde trăiește în păduri, tufișuri și suburbii.

## Taxonomie
În 1760, zoologul francez Mathurin Jacques Brisson a inclus o descriere a graurului cu umeri roșii în lucrarea sa, Ornithologie, pe baza unui exemplar colectat în Angola. A folosit numele francez Le merle verd d'Angola și latinescul Merula Viridis Angolensis. Deși Brisson a inventat nume latine, acestea nu sunt conforme cu sistemul binomial și nu sunt recunoscute de Comisia Internațională pentru Nomenclatură Zoologică.
În 1766, când naturalistul suedez Carl Linnaeus și-a actualizat Systema Naturae pentru a douăsprezecea ediție, el a adăugat 240 de specii care fuseseră descrise anterior de Brisson. Una dintre acestea a fost graurul cu umeri roșii. Linnaeus a inclus o scurtă descriere, a inventat numele binomial Turdus nitens și a citat lurarea lui Brisson. Numele specific provine din latinescul nitens „strălucitor” sau „sclipitor”. Această specie este acum plasată în genul Lamprotornis care a fost introdus de zoologul olandez Coenraad Jacob Temminck în 1820.

### Subspecii
Două subspecii sunt recunoscute,, dar nu de toți autorii.
- L. n. phoenicopterus — răspândită în Africa de Sud
- L. n. culminator — Provincia Eastern Cape, Africa de Sud

## Galerie

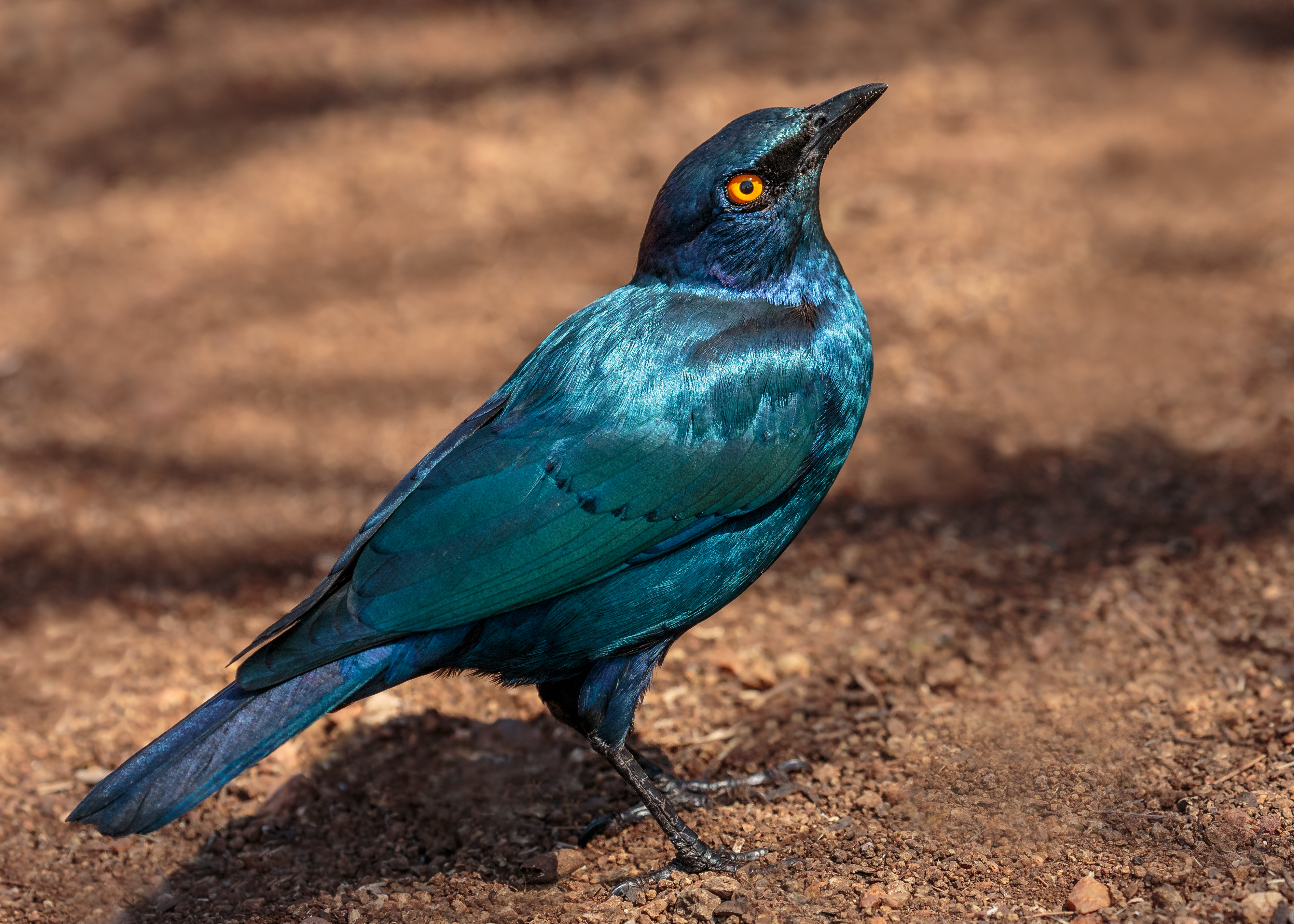
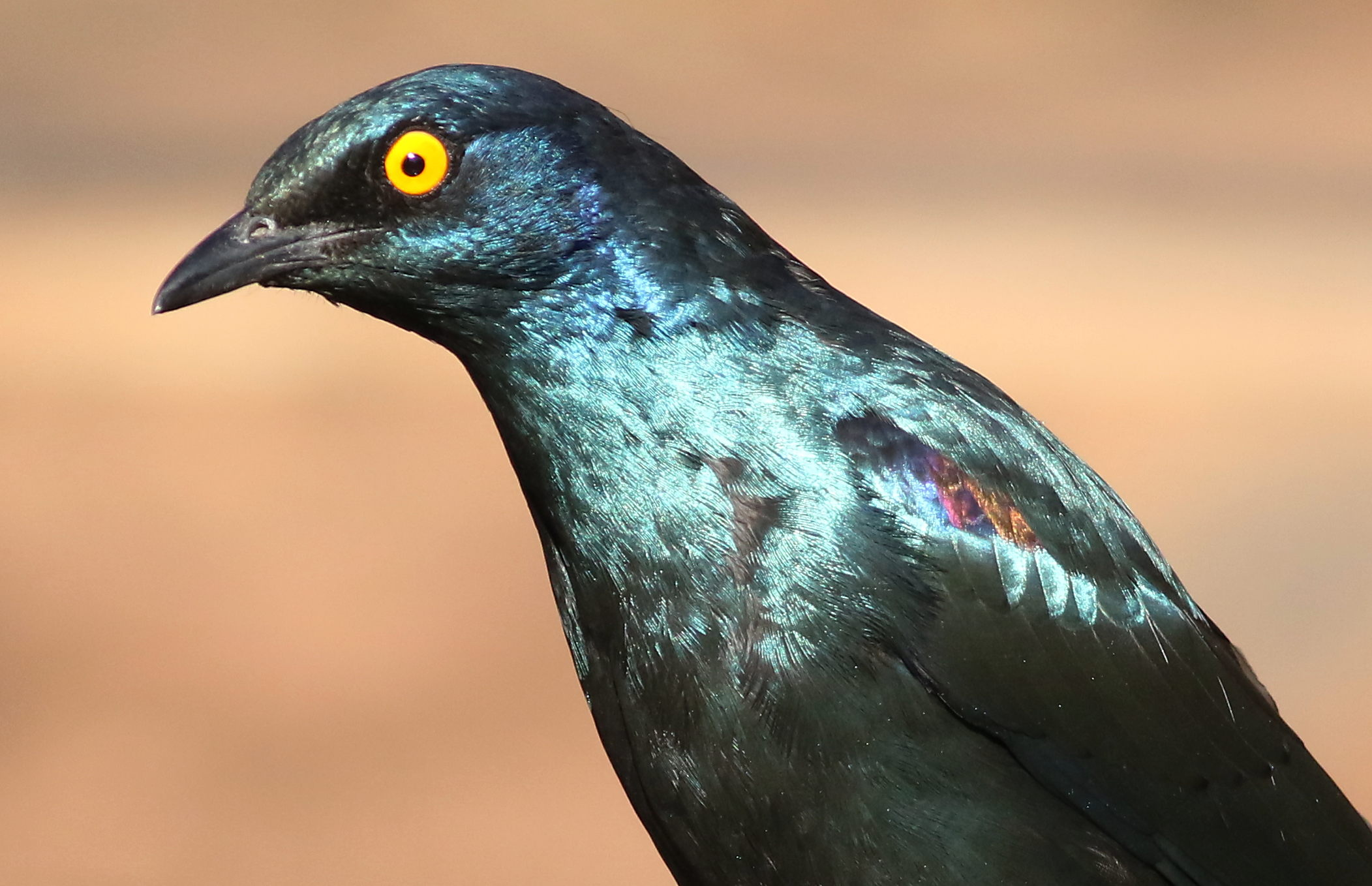
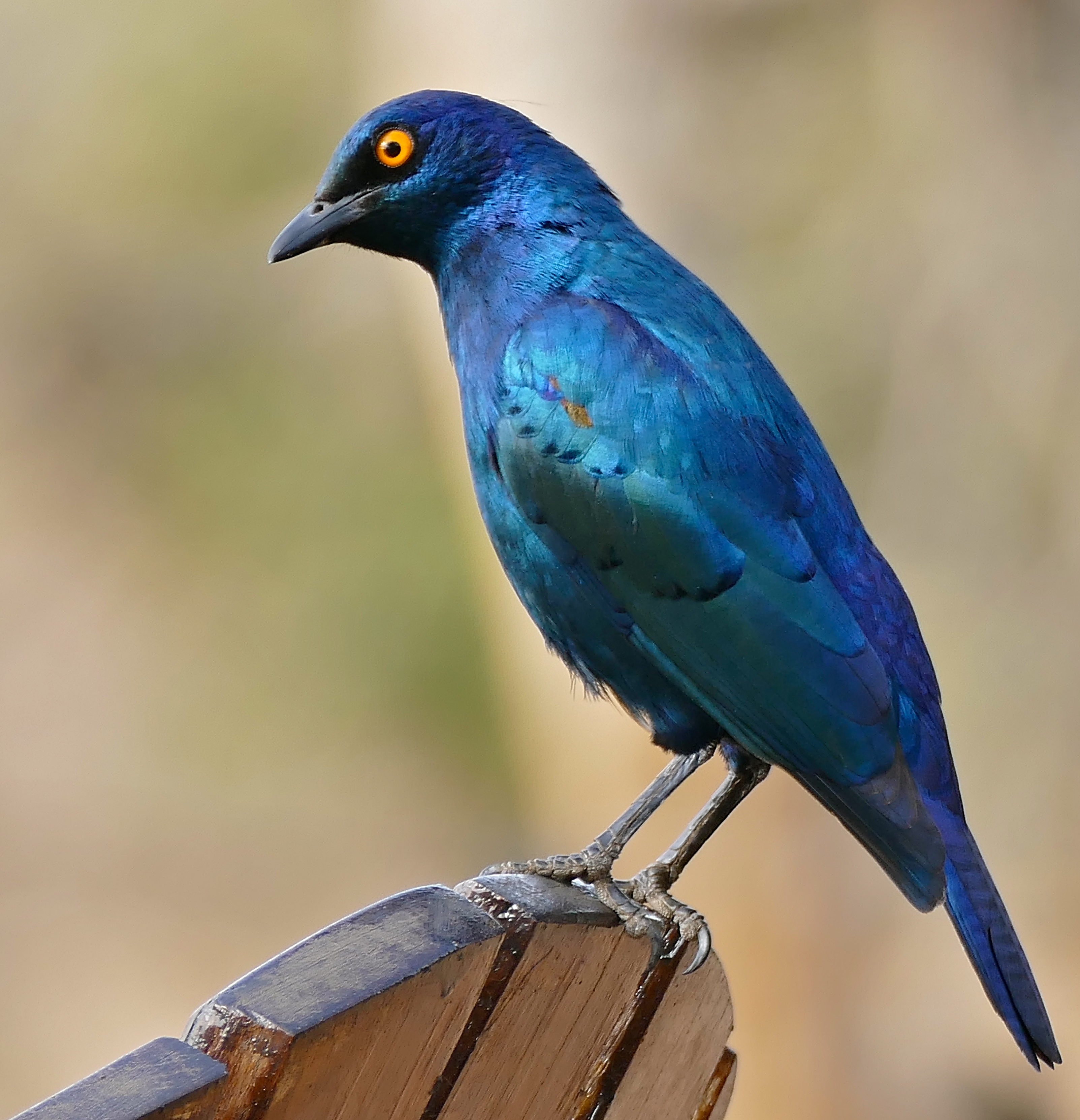